# ورزشگاه اسپورت توپلومی بلخان‌آباد
ورزشگاه اسپورت توپلومی بلخان‌آباد (به لاتین: Sport toplumy) یک ورزشگاه در ترکمنستان است که در بلخان‌آباد واقع شده است.